# Нитрийские и скитские мученики
Нитрийские и скитские мученики — десять тысяч обитателей пустынь Нитрийской и Скитской были обвинены в оригенизме и замучены около 398 года при Александрийском патриархе Феофиле. Реальной причиной их убийства считают то, что они предоставили убежище священнику Исидору.
В Православной церкви этим святым установлена общее празднование память 10 июля (по юлианскому календарю) — память преподобных пустынников египетских, огнём и дымом уморенных.